# French Open 1987
Wielkoszlemowy turniej tenisowy French Open w 1987 rozegrano w dniach 25 maja - 7 czerwca, na kortach im. Rolanda Garrosa.

## Zwycięzcy

### Gra pojedyncza mężczyzn
Ivan Lendl -  Mats Wilander 7–5, 6–2, 3–6, 7–6

### Gra pojedyncza kobiet
Steffi Graf -  Martina Navrátilová 6–4, 4–6, 8–6

### Gra podwójna mężczyzn
Anders Järryd /  Robert Seguso -  Guy Forget /  Yannick Noah 6–7, 6–7, 6–3, 6–4, 6–2

### Gra podwójna kobiet
Martina Navrátilová /  Pam Shriver -  Steffi Graf /  Gabriela Sabatini 6–2, 6–1

### Gra mieszana
Pam Shriver /  Emilio Sánchez Vicario -  Lori McNeil /  Sherwood Stewart 6–3, 7–6